# 北九州市立歴史博物館
北九州市立歴史博物館（きたきゅうしゅうしりつれきしはくぶつかん）は、かつて福岡県北九州市小倉北区にあった歴史をテーマとした博物館である。

## 概要
北九州市小倉北区城内の勝山公園内にある北九州市立中央図書館の向かいにあった。
建物は中央図書館と一体で、建築家の磯崎新が設計。主に過去2,000年間の歴史上の文物を展示していた。
現在、歴史博物館の機能は北九州市立いのちのたび博物館に引き継がれ、太陽系の誕生から現代までの流れを体系的に展示する中で、旧歴史博物館に収蔵されていた史料が展示されている。
なお、現在歴史博物館跡には北九州市立文学館が開館している。